# Castel Colz
Castel Colz (ladino: Ćiastel Colz) è  un castello rinascimentale situato a La Villa, nel comune di Badia, in Provincia di Bolzano. Per gli abitanti del posto, di madre lingua ladina, è semplicemente la gran ćiasa.

## Storia e descrizione
Le prime tracce del castello si hanno quando Hans von Rubatsch ottenne dall'imperatore Ferdinando I l'autorizzazione alla costruzione di una residenza nobiliare a La Villa in Badia, e chiamarla Rubatsch (e "Residenza Rubatsch" è un altro nome con cui è nota la costruzione): è il 1536. Un anno dopo la costruzione è terminata.
È un edificio tozzo, cubico, in stile gotico, che sorge su uno sperone roccioso dolomitico. Quattro sono le torri: due rotonde, due rettangolari, agli angoli opposti.
Successivamente fu modificato dai Colz, a cui deve il nome attuale. Nel XVII secolo si succedettero prima i Winkler (che cambiarono il nome in Winkler von Colz-Rubatscher), poi i Mayerhofer. Da metà ottocento cominciò ad andare in rovina, ma alla fine degli anni ottanta cominciò un'opera di restauro, giunta al termine: il castello oggi ospita un albergo di lusso.
Il nome del castello è legato alle avventure di Franz Wilhelm Prack (o Brack) zu Asch, detto il Gran Bracùn ("il Braccone"), un cavaliere crudele e allo stesso tempo cortese realmente esistito (nella seconda metà del XVI secolo), che vive nelle storie e leggende della Val Badia, e che sarebbe stato ucciso proprio da un membro della famiglia Colz.